# Babaji
Babaji (ukr. Бабаї) – osiedle na Ukrainie, w obwodzie charkowskim, w rejonie charkowskim, w hromadzie Wysokyj. W 2001 liczyło 7304 mieszkańców.